# Hausen, Neuwied
Hausen (Wied) là một đô thị nghỉ dưỡng ở huyện Neuwied, bang Rheinland-Pfalz, nước Đức. Đô thị Hausen, Neuwied có diện tích 7,69 km². Dân số thời điểm ngày 31 tháng 3 năm 2007 là 1929 người.